# Каннингем, Софи
Софи Каннингем (англ. Sophie Cunningham; род. 16 августа 1996 года в Колумбии, Миссури, США) — американская профессиональная баскетболистка, которая выступает в женской национальной баскетбольной ассоциации за клуб «Индиана Фивер». Была выбрана на драфте ВНБА 2019 года во втором раунде под тринадцатым номером командой «Финикс Меркури». Играет на позиции атакующего защитника.

## Ранние годы
Софи родилась 16 августа 1996 года в городе Колумбия (штат Миссури) в семье Джима и Полы Каннингем, у неё есть старшая сестра, Линдсей, а училась там же в средней школе Рок-Бридж, в которой играла за местную баскетбольную команду.

## Профессиональная карьера
С 2025 года играет за клуб «Индиана Фивер», средние показатели за матч — 22,6 минут на площадке; 6,4 набранных очка; 4,3 подбора; 1,1 результативная передача; 1,3 трёхочковых бросков.
17 июня 2025 года года Каннингем обрела популярность в интернете благодаря матчу ВНБА против «Коннектикут Сан», в котором со счётом 88:71 победила «Индиана». В ходе 3-й четверти матча игрок «Коннектикута» Джейси Шелдон попала пальцем в глаз Кейтлин Кларк, одноклубнице Каннингем, а саму Кларк завалила на паркет другой игрок «Коннектикута» Марина Мабри. Кларк, Мабри и Тина Чарльз получили технические фолы, а Шелдон получила преднамеренный фол I степени. В ответ на это Софи на последних секундах 4-й четверти завалила рвавшуюся к кольцу «Фивер» Шелдон на паркет: в результате завязалась большая стычка, а Каннингем удалили с площадки, выписав ей преднамеренный фол II степени. Видео с фолом в исполнении Каннингем набрало свыше 700 тысяч просмотров в TikTok, а от болельщиков «Индианы» она удостоилась восторженных комментариев. В то же время группа болельщиков создала петицию на Change.org с требованием отстранения Софи от участия в последующих играх лиги. Сама Каннингем обосновала свой грубый фол против Шелдон тем, что как одноклубница она должна была заступиться за Кларк и что судьи не поступили в этой ситуации так, как требовалось.